# Chanoz-Châtenay
Chanoz-Châtenay és un municipi francès situat al departament de l'Ain i a la regió d'Alvèrnia-Roine-Alps. L'any 2007 tenia 652 habitants.

## Demografia

### Població
El 2007 la població de fet de Chanoz-Châtenay era de 652 persones. Hi havia 234 famílies de les quals 39 eren unipersonals (17 homes vivint sols i 22 dones vivint soles), 78 parelles sense fills, 108 parelles amb fills i 9 famílies monoparentals amb fills.
La població ha evolucionat segons el següent gràfic:
Habitants censats

### Habitatges
El 2007 hi havia 285 habitatges, 243 eren l'habitatge principal de la família, 31 eren segones residències i 11 estaven desocupats. 275 eren cases i 10 eren apartaments. Dels 243 habitatges principals, 200 estaven ocupats pels seus propietaris, 38 estaven llogats i ocupats pels llogaters i 5 estaven cedits a títol gratuït; 8 tenien dues cambres, 30 en tenien tres, 85 en tenien quatre i 121 en tenien cinc o més. 200 habitatges disposaven pel capbaix d'una plaça de pàrquing. A 94 habitatges hi havia un automòbil i a 138 n'hi havia dos o més.

### Piràmide de població
La piràmide de població per edats i sexe el 2009 era:
| Homes | Edats   | Dones |
| ----- | ------- | ----- |
| 0     | 95 o +  | 0     |
| 0     | 90 a 94 | 0     |
| 0     | 85 a 89 | 8     |
| 0     | 80 a 84 | 4     |
| 12    | 75 a 79 | 4     |
| 12    | 70 a 74 | 28    |
| 4     | 65 a 69 | 12    |
| 12    | 60 a 64 | 8     |
| 8     | 55 a 59 | 12    |
| 20    | 50 a 54 | 12    |
| 24    | 45 a 49 | 16    |
| 36    | 40 a 44 | 32    |
| 20    | 35 a 39 | 12    |
| 24    | 30 a 34 | 20    |
| 8     | 25 a 29 | 8     |
| 4     | 20 a 24 | 20    |
| 24    | 15 a 19 | 36    |
| 12    | 10 a 14 | 4     |
| 8     | 5 a 9   | 24    |
| 20    | 0 a 4   | 4     |

## Economia
El 2007 la població en edat de treballar era de 393 persones, 314 eren actives i 79 eren inactives. De les 314 persones actives 299 estaven ocupades (166 homes i 133 dones) i 15 estaven aturades (2 homes i 13 dones). De les 79 persones inactives 23 estaven jubilades, 18 estaven estudiant i 38 estaven classificades com a «altres inactius».

### Ingressos
El 2009 a Chanoz-Châtenay hi havia 259 unitats fiscals que integraven 691 persones, la mediana anual d'ingressos fiscals per persona era de 17.825 €.

### Activitats econòmiques
Dels 23 establiments que hi havia el 2007, 1 era d'una empresa extractiva, 2 d'empreses de fabricació d'altres productes industrials, 8 d'empreses de construcció, 1 d'una empresa de comerç i reparació d'automòbils, 1 d'una empresa d'hostatgeria i restauració, 3 d'empreses immobiliàries, 6 d'empreses de serveis i 1 d'una entitat de l'administració pública.
Dels 10 establiments de servei als particulars que hi havia el 2009, 1 era un paleta, 3 guixaires pintors, 2 fusteries, 1 lampisteria, 1 restaurant i 2 agències immobiliàries.
L'any 2000 a Chanoz-Châtenay hi havia 20 explotacions agrícoles que ocupaven un total de 882 hectàrees.

## Equipaments sanitaris i escolars
El 2009 hi havia una escola elemental integrada dins d'un grup escolar amb les comunes properes formant una escola dispersa.

## Poblacions més properes
El següent diagrama mostra les poblacions més properes.